# Tratado de Blois (1505)

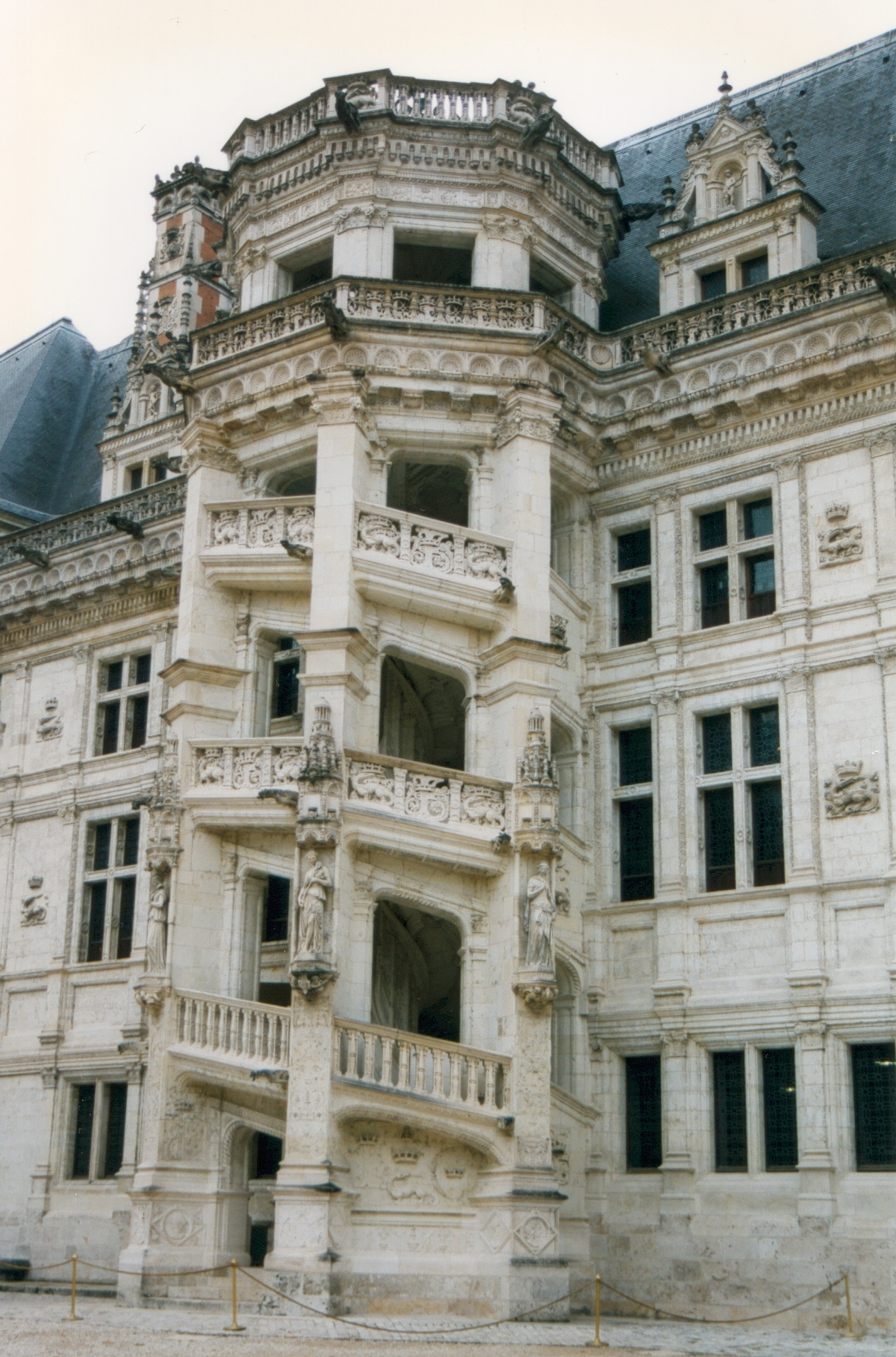
Castillo de Blois, escenario de los cuatro tratados de Blois.

El que sería conocido como segundo Tratado de Blois se firmó el 12 de octubre de 1505 en la ciudad francesa de Blois por los plenipotenciarios de Fernando el Católico, soberano de la Corona de Aragón y gobernador de la Corona de Castilla tras la muerte reciente de su esposa Isabel, y Luis XII de Francia. En nombre de Fernando firmaron Juan Silva (conde de Cifuentes), Tomas Melferit y Juan Enguera.

## El tratado

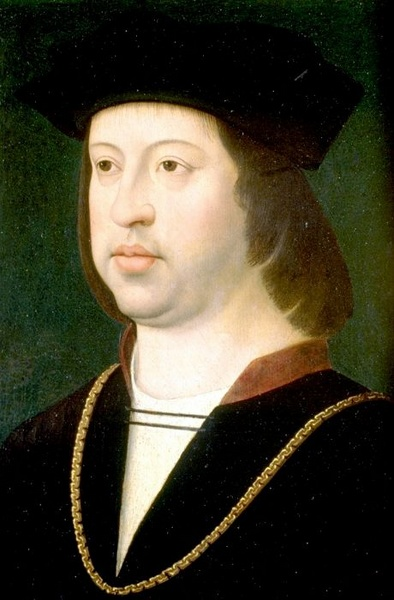
Una pintura de Felipe I de aragon.

Muerto el príncipe Miguel en 1500, las Cortes de Aragón reconocieron como herederos a Juana de Castilla y a Felipe de Austria en 1502, con la reserva de que si al enviudar el rey Fernando el Católico volvía a casarse y tenía un hijo, éste sería el heredero de la Corona de Aragón. 
Las ambiciones de Felipe el Hermoso con respecto al Reino de Castilla, su tendencia francófila en política exterior, consolidada en el I Tratado de Blois, contraria a los intereses del rey aragonés, llevaron a Fernando, en lo que se considera una hábil maniobra política, a buscar la alianza del rey francés para desbaratar la jugada de su yerno, Felipe. Su matrimonio con Germana de Foix, sobrina de Luis XII, aseguraría el acercamiento al territorio vecino.
Las negociaciones se efectuaron entre mayo y octubre de 1505 en el Alcázar de Segovia, y el tratado se firmó el 12 de octubre de 1505. Mediante él, Luis XII de Francia cedía y transfería a su sobrina los derechos que entendía tener sobre Nápoles, derechos que pasarían a los hijos del matrimonio, si los había, y, si no, revertirían al rey francés. Además, se obligaba a ayudar a Fernando contra el emperador Maximiliano de Austria y su hijo, Felipe el Hermoso. 
Por su parte, Fernando el Católico se comprometía a entregar a Francia medio millón de ducados, a pagar en diez años, y a restituir los bienes confiscados a los príncipes y barones del partido angevino, y a dejar en libertad a los prisioneros hechos por el Gran Capitán.

## Tras el tratado
Una semana más tarde, el 19 de octubre de 1505, los firmantes del tratado, en virtud de la representación que se les había otorgado, celebraron el matrimonio por poderes. La ceremonia se realizó en Dueñas el 18 de marzo de 1506 y la consumación en Valladolid. La coincidencia de las dos villas con el recuerdo de Isabel la Católica hizo que Fernando llamase a un notario para que levantase un acta, ante tres testigos aragoneses, en la que se manifestaba que la boda se había realizado por razones políticas, sin que pensase renunciar a sus derechos sobre Nápoles, de tal modo que cuando él falleciera, ese reino no pasaría a manos de Germana, sino que le sucedería el príncipe que ostentara la Corona de Aragón. El 3 de mayo de 1509 nació Juan de Aragón, hijo y futuro heredero de este matrimonio, que murió a las pocas horas. De haber sobrevivido, Castilla y Aragón se hubieran separado definitivamente.
Para evitar el cumplimiento del tratado y las ambiciones de Luis XII en el reino de Nápoles, Fernando solicitó al papa Julio II la anulación de sus capitulaciones matrimoniales, por las que, de no tener descendencia de Germana, debía restituir a la corona el reino napolitano, que pasaría así a los sucesores de la Corona de Aragón por línea directa.
Fernando conseguía con ello consolidar su dominio sobre Nápoles y tras la alianza con los Estados Pontificios en 1510, Julio II excomulgó al rey francés, rompiéndose así el contenido del tratado.
|  |  |  |

- Datos: Q11704712